# Paroisse de Saint-Paul
Pour les articles homonymes, voir Saint-Paul.
La paroisse de Saint-Paul est à la fois une paroisse civile et un ancien district de services locaux (DSL) canadien du comté de Kent, à l'est du Nouveau-Brunswick. Dans le cadre de la réforme de la gouvernance locale du 1er janvier 2023, le territoire du DSL a été réparti entre la ville de Champdoré, le village de Five Rivers et la communauté rurale de Maple Hills.

## Toponyme
Le village est nommé en l'honneur de Paul de Tarse. La paroisse s'appelait à l'origine Rhomboid et le village Rhomboid Settlement.
La paroisse comprend les hameaux de Birch Ridge, de Bon-Secours, de Haut-Saint-Paul, de Hébert, de Légerville, de McLean Settlement, de Saint-Paul, de Sweeneyville, de Terrains-de-l'Évêque, de Village-des-Belliveau, de Village-des-Cormier et de Village-des-Léger. Gladeside se trouve à cheval entre la paroisse de Saint-Paul et la paroisse de Sainte-Marie.
L'origine du toponyme de Birch Ridge n’est pas connue mais la localité a porté le nom de Birch Siding jusqu'en 1961. L'origine de Bon-Secours et de Hébert n'est pas non plus connue,. L'origine de Gladeside est inconnue mais le hameau porta le nom de McLaughlin Road jusqu'en 1929. Légerville est vraisemblablement nommé en l'honneur de Samuel et Charles Léger, deux des premiers colons. Le nom de McLean Settlement rendrait aussi hommage à ses fondateurs, en l'occurrence Angus, Charles, Donald, Hugh et Laughlan McLean. Saint-Paul s'appelait North Rhomboid Settlement avant 1873. Il porte ensuite le nom de St. Paul's avant de prendre la forme actuelle en 1955. Haut-Saint-Paul est nommé ainsi d'après sa position par rapport à Saint-Paul. Le nom en anglais est Upper St. Paul, et la localité a déjà porté le nom de Dunnville. La localité a été connue sous le nom de Upper St. Paul en anglais. Sweeneyville rend hommage à John Sweeny (1821-1901), évêque de Saint-Jean de 1860 à 1901. En 1864, il milita pour que des colons obtiennent des concessions de terre dans la région. L'orthographe de la localité est passée de Sweenyville à Sweeneyville en 1931. Terrains-de-l'Évêque est aussi nommé en l'honneur de John Sweeny. La localité a porté à l'origine les noms de Rhomboid et de Bishopland. Village-des-Belliveau est certainement nommé en l'honneur de plusieurs des premiers colons, soit Frank, Louis, Max et Thadée Belliveau. À l'origine, le hameau porta le nom de Village-Saint-Thadée, et ensuite Belliveau Settlement en anglais. Village-des-Cormier rendrait lui aussi hommage à ses fondateurs, soit Aimé, Charles, David, Henri, Max, Mélace, Olivier, Philippe, Simon et Wilfred Cormier. La localité a été connue sous le nom de Cormier Settlement en anglais. Enfin, Village-des-Léger rendrait aussi hommage à ses fondateurs, qui sont Francis et Jean Léger. La localité porte à l'origine le nom de Girouard.
Richardville et Val-Richard ont été regroupés à Saint-Paul. Hébert a été regroupé à Village-des-Cormier. La localité est probablement nommée en hommage à John Hébert, le premier curé de la paroisse de Saint-Paul en 1883.

## Géographie

### Situation
Saint-Paul est situé à une trentaine de kilomètres à vol d'oiseau au nord-ouest de Moncton, dans le Kent. Le DSL a une superficie de 228,65 km2.
Saint-Paul a un territoire en forme de trapèze. Le DSL est limitrophe de Sainte-Marie à l'est, de Dundas au sud-est, de la paroisse de Moncton au sud et de Harcourt à l'ouest et au nord-ouest. Sa frontière ouest est formée par la ligne d'Halifax à Rivière-du-Loup tandis que celle à l'est est formée par la route 490.
La paroisse de Saint-Paul est généralement considérée comme faisant partie de l'Acadie.

### Topographie
Le territoire est composé d'un plateau, entrecoupé par la vallée de la rivière Bouctouche et de ses affluents, dont la Petite Rivière Bouctouche.

### Villages et hameaux
Le village principal, Saint-Paul, est situé sur la rive gauche de la rivière Bouctouche, au centre du territoire. À l'ouest de Saint-Paul se trouvent successivement Village-des-Belliveau et Bonsecours, Village-des-Léger et Clairville. Ce dernier est en grande partie compris dans les territoires d'Harcourt et de Weldford. Sur la même route que Saint-Paul, on retrouve Val-Richard et McLean Settlement au nord. À l'est, sur la rive opposée à Saint-Paul se trouve Légerville. Au sud de ce dernier s'élève Terrains de l'Évêque et au nord Sweeneyville. Dans la forêt à l'est se trouve Village-des-Cormier puis Gladeside, en partie compris dans le territoire de Wellington. À l'extrémité ouest du territoire, le long du chemin de fer et de la route 126 s'élèvent du nord au sud Birch Ridge et Hébert.

### Géologie
Le sous-sol de Saint-Paul est composé principalement de roches sédimentaires du groupe de Pictou datant du Pennsylvanien (entre 300 et 311 millions d'années).

### Faune et flore
Le territoire est occupé en grande partie par la forêt et les marécages. Saint-Paul est en fait situé à l'orée d'une vaste forêt. Seul le centre du territoire est défriché en grande partie.

## Histoire
La paroisse de Saint-Paul est située dans le territoire historique des Micmacs, plus précisément dans le district de Sigenigteoag, qui comprend l'actuel côte Est du Nouveau-Brunswick, jusqu'à la baie de Fundy.
Au tournant du XXe siècle, de nombreux Acadiens émigrent vers les États-Unis, alors que les terres deviennent de plus en plus rares dans les villages anciens. Le clergé favorise alors la fondation de nouveaux villages, en souhaitant aussi réduire la dépendance des pêcheurs envers les marchands anglo-protestants. C'est ainsi que Saint-Paul-de-Kent est fondé en 1854 ou 1864, selon les sources, par des Acadiens de l'Île-du-Prince-Édouard mais aussi d'autres colons de Memramcook, de Cap-Pelé et de Bouctouche. La date de fondation de Gladeside n'est pas connue mais son bureau de poste est inauguré en 1861. John Sweeney milite auprès du gouvernement pour la colonisation du territoire en 1864. Les premiers arrivants de ce vaste terrain nommée Terrain de l'évêque étaient des Arsenault et des Léger[réf. nécessaire].
Village-des-Cormier est recensé pour la première fois en 1866, alors que le hameau compte 30 familles d'agriculteurs. La même année, Gladeside compte environ 24 familles vivant de l'agriculture. En 1871, Gladeside compte 200 habitants.
Village-des-Léger est fondé en 1872 par des Acadiens grâce à la Loi sur les concession gratuites (Free Grants Act). Le hameau prend de l'expansion par l'apport d'habitants de localités environnantes. Le bureau de poste de Saint-Paul ouvre ses portes en 1873 et celui de Sweeneyville en 1879. La date de fondation de Légerville et de Richardville n'est pas connue mais leur bureaux de poste sont inaugurés en 1882,.
La paroisse civile est érigée en 1883 par le père Sweeny, en prenant la partie ouest de Sainte-Marie ainsi que des portions d'Harcourt,. La date de fondation de McLean Settlement n'est pas connue mais il y a un bureau de poste à partir de 1894. En 1898, Légerville compte 100 habitants vivant de l'agriculture et de l'exploitation forestière. Au même moment, McLean Settlement compte 50 habitants et une économie semblable. À Gladeside, il y avait une scierie et une population de 250 habitants. Saint-Paul comptait alors 1000 habitants vivant de l'agriculture et de l'exploitation forestière et on y dénombrait deux magasins, une scierie, un moulin à farine, un moulin à bardeaux et une église. Toujours en 1898, l'agriculture fait vivre 100 personnes à Sweeneyville. Haut-Saint-Paul est fondé sous le nom de Dunnville en 1899 grâce à la Free Grants Act (Loi sur les concessions gratuites).
La date de fondation de Village-des-Cormier est inconnue mais son bureau de poste ouvre ses portes en 1902. Il en est de même pour Bon-Secours en 1905 et Birch Ridge en 1908. En 1904, on recense 60 habitants à Hébert. Les bureaux de poste de Richardville et de Gladeside ferment leurs portes en 1932,. La Caisse populaire de Saint-Paul est fondée en 1941 et fusionne avec celles de Bouctouche, Sainte-Anne-de-Kent et Sainte-Marie-de-Kent en 2001 pour former la Caisse populaire Kent-Beauséjour. Celle-ci fusionne avec la Caisse populaire Kent-Sud en 2008. L'école Saint-Paul est inaugurée en 1951. Les bureaux de poste de Bon-Secours, de Légerville, de McLean Settlement, de Sweeneyville et de Village-des-Cormier ferment leurs portes en 1955,,,,.
La municipalité du comté de Kent est dissoute en 1966. La paroisse de Saint-Paul devient un district de services locaux en 1967. Le bureau de poste de Birch Ridge ferme ses portes la même année.
L'école est sauvée de la fermeture en 2011.
Les Archives provinciales du Nouveau-Brunswick ne recensent aucune information sur l'histoire de Hébert et de Village-des-Belliveau,. Elles recensent aussi deux localités, Bristol Settlement et Devareusse Settlement, dont ni l'histoire ni même la position géographique sont connus,.

## Démographie
St-Paul compte 858 habitants (2006). Cette paroisse a connu une diminution de 5 à 10 %entre chaque recensement depuis les statistiques de 1981. C'est-à-dire que la population avant 1983 (lors des célébrations de son centenaire), St-Paul comptait plus de 1200 habitants. La tendance décroissante de la population a toutefois connu un revirement en 2011, lorsque pour la première fois depuis 1981, la communauté connaissait une augmentation de population.
| 1981  | 1986  | 1991  |
| ----- | ----- | ----- |
| 1 200 | 1 075 | 1 013 |

| 1996 | 2001 | 2006 |
| ---- | ---- | ---- |
| 980  | 951  | 858  |

| 2011 | 2016 | - |
| ---- | ---- | - |
| 866  | 842  | - |

## Économie
Entreprise Kent, membre du Réseau Entreprise, a la responsabilité du développement économique.

## Administration

### Comité consultatif
En tant que district de services locaux, Saint-Paul est administré directement par le Ministère des Gouvernements locaux du Nouveau-Brunswick, secondé par un comité consultatif élu composé de cinq membres dont un président.
| Période | Période  | Identité        | Étiquette | Qualité                  |
| ------- | -------- | --------------- | --------- | ------------------------ |
| 1982    | ?        | Raymond Cormier |           |                          |
| 2000    | 2002     | Jacques Cormier |           | Coordonnateur routier    |
| 2002    | 2004     | Jacques Cormier |           | Coordonnateur routier    |
| 2004    | 2006     | Raymond Cormier |           | Enseignant du secondaire |
| 2006    | 2008     | Marc Henrie     |           | Étudiant/entrepreneur    |
| 2008    | 2010     | Marc Henrie     |           | Étudiant/entrepreneur    |
| 2010    | en cours | Marc Henrie     |           | Étudiant/entrepreneur    |
|         |          |                 |           |                          |

### Commission de services régionaux
La paroisse de Saint-Paul fait partie de la Région 6, une commission de services régionaux (CSR) devant commencer officiellement ses activités le 1er janvier 2013. Contrairement aux municipalités, les DSL sont représentés au conseil par un nombre de représentants proportionnel à leur population et leur assiette fiscale. Ces représentants sont élus par les présidents des DSL mais sont nommés par le gouvernement s'il n'y a pas assez de présidents en fonction. Les services obligatoirement offerts par les CSR sont l'aménagement régional, l'aménagement local dans le cas des DSL, la gestion des déchets solides, la planification des mesures d'urgence ainsi que la collaboration en matière de services de police, la planification et le partage des coûts des infrastructures régionales de sport, de loisirs et de culture; d'autres services pourraient s'ajouter à cette liste.

### Chronologie municipale

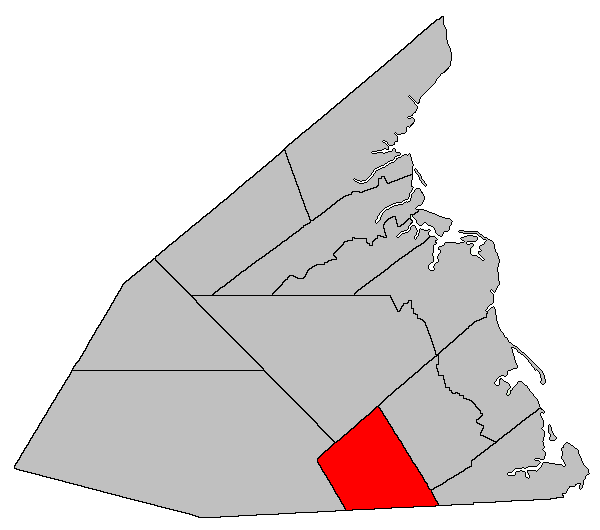
Situation sur une carte des paroisses civiles du comté de Kent (certains DSL et municipalités ne sont donc pas montrés).

### Représentation et tendances politiques
Nouveau-Brunswick: Saint-Paul fait partie de la circonscription provinciale de Kent, qui est représentée à l'Assemblée législative du Nouveau-Brunswick par Shawn Graham, ancien chef du Parti libéral et ancien premier ministre du Nouveau-Brunswick. Il fut élu en 1999 puis réélu en 1999, en 2003, en 2006 où il est devenu Premier ministre et en 2010 où il perdit les élections générales, après son premier mandat comme premier ministre, contre le chef conservateur, David Alward, premier ministre du Nouveau-Brunswick.
 Canada: Saint-Paul fait partie de la circonscription fédérale de Beauséjour. Cette circonscription est représentée à la Chambre des communes du Canada par Dominic LeBlanc, du Parti libéral.

### Ancienne administration paroissiale
|  | Indépendant | 1944 - 194? | Hector Cormier Gilbert Bernard        |
|  | Indépendant | 19?? - 195? | Gilbert Bernard (préfet) Donat Henrie |

## Vivre dans la paroisse de Saint-Paul
L'école Saint-Paul accueille les élèves de la maternelle à la 8e année. C'est une école publique francophone faisant partie du district scolaire #11.
Le village possède aussi une caserne de pompiers et un bureau de poste. Le détachement de la Gendarmerie royale du Canada le plus proche est situé à Bouctouche.
L'église Saint-Paul est une église catholique romaine faisant partie de l'archidiocèse de Moncton.
Les francophones bénéficient du quotidien L'Acadie nouvelle, publié à Caraquet, ainsi que de l'hebdomadaire L'Étoile, de Dieppe. Les anglophones bénéficient quant à eux des quotidiens Telegraph-Journal, publié à Saint-Jean et Times & Transcript, de Moncton.